# Eastern Airways
Pour les articles homonymes, voir EA et EZE.
Ne doit pas être confondu avec Eastern Air Lines.
Eastern Airways (code IATA : T3, code OACI : EZE, indicatif d'appel : Eastflight) est une compagnie aérienne britannique basée à l'aéroport international de Humberside en Angleterre. 
Elle assure des vols intérieurs et des vols charters privés. 
Sa plate-forme de correspondance (hub) est située à l'aéroport d'Aberdeen.

## Histoire
- 1997 : création de la compagnie. Le premier vol a lieu en décembre sur une liaison entre Humberside et Aberdeen.
- 1999 : Eastern Airways achète la compagnie Air Kilroe basée à Manchester.
- 2010 : Eastern Airways rachète Air Southwest et installe une base française à Dijon.
- 2014 : Eastern Airways a été élue meilleure compagnie régionale d'Europe[1].
- 2014 : Eastern Airways déménage de Dijon[2] et s'installe à Lorient pour exploiter la ligne Lorient-Lyon sous obligation de service public.
- 2015 : Eastern Airways quitte Lorient et s'installe à Rodez pour exploiter la ligne vers Paris/Orly[3].
- 2017 : Partenariat de franchise de cinq ans avec la compagnie Flybe (29 octobre)[4].
- 2020 : Eastern Airways quitte la France à défaut de reconduite du contrat d'obligation de service public sur la ligne Rodez-Paris sur fond de Brexit[5].

En janvier 2025, Eastern Airways ne dessert plus que des villes entre elles au Royaume-Uni comme Aberdeen en Ecosse, Humberside, Jersey, Londres Gatwick, Newquay en Cornouailles, Teesside International (région de Tees Valley située à Cleveland) et Wick (région de Caithness en Ecosse).

## Histoire sur le sol français
Le 10 mai 2010, le "managing director" d'Eastern Airways, Richard Lake, a annoncé à Dijon son implantation sur le sol français.
Les deux premières lignes étaient ouvertes le 20 septembre 2010 (Bordeaux) et le 27 septembre 2010 (Toulouse); le succès encourageant (5000 passagers transportés les deux premiers mois) laissait espérer d'autres ouvertures.
Richard Lake voulait faire de Dijon son "hub" continental.
En février 2011, Eastern Airways fêtait son 10 000ème passagers sur le sol français.
En 2011, Eastern Airways ouvre au mois de mai, une ligne Dijon - Nantes et une ligne saisonnière Dijon - Southampton.
Le 05 janvier 2014, Eastern Airways reprend la liaison Lyon - Lorient exploitée jusqu'alors par Hop ! (ligne qui faisait entre 55 et 57 000 passagers annuellement).
Le 27 mai 2014, la compagnie annonçait que les vols réguliers étaient supprimés au départ de l'aéroport de Dijon. Les vols charters étaient maintenus. 
La ligne Lyon - Lorient devenait donc la seule ligne exploitée par Eastern Airways sur le sol Français. 
Pour cette ligne exploitée en OSP (Obligation de service public) pour 4 ans, la compagnie utilisait un BAe Jetstream 41 de 29 places mais le 31 décembre 2015, Eastern airway quittait Lorient et par la même occasion brisait le contrat de 4 ans pour reprendre une ligne sous OSP à Rodez.
Cette nouvelle ligne Rodez - Paris était assurée en Embraer 145 de 50 places  pour 4 ans également et qui démarrait le 20 janvier 2016. 
Après avoir candidaté à la reprise de la ligne Rodez - Paris pour le nouveau contrat d'obligation de service public (2020-2024), l'organe de gestion de l'aéroport de Rodez choisissait la compagnie française Amelia International pour la reprise de cette ligne.
Eastern Airways quittait la France.

## Destinations
Entre 2010 et 2020, les destinations qu'offrait Eastern Airways sont :
- Royaume-Uni
  - Angleterre
    - Birmingham (Aéroport de Birmingham)
    - Bristol (Aéroport de Bristol)
    - North Lincolnshire (Aéroport international de Humberside)
    - Leeds/Bradford (Aéroport de Leeds-Bradford)
    - Newcastle (Aéroport de Newcastle) Hub secondaire
    - Norwich (Aéroport de Norwich (en))
    - Tees Valley (en) (Aéroport de Durham Tees Valley)

  - Écosse
    - Aberdeen (Aéroport d'Aberdeen) Hub
    - Stornoway (Aéroport de Stornoway)
    - Wick (Aéroport de Wick)

  - Pays de Galles
    - Cardiff (Aéroport international de Cardiff)
- Norvège
  - Stavanger
- France
  - Dijon (Aéroport de Dijon-Longvic)
  - Toulouse
  - Bordeaux
  - Lyon
  - Lorient
  - Rodez
  - Paris-Orly

En Mars 2020, Eastern airways desservait les aéroports suivants,:
- Royaume-Uni
  - Aberdeen (ABZ/EGPD)
  - Anglesey (VLY/EGOV)
  - Belfast City (BHD/EGAC)
  - Cardiff Airport (CWL.EGFF)
  - Dublin (DUB/EIDW)
  - Humberside (HUY/EGNJ)
  - Leeds Bradford (LBA/EGNM)
  - London city (LCY/EGLC)
  - Manchester (MAN/EGCC)
  - Newcastle (NCL/EGNT)
  - Southampton (SOU/EGHI)
  - Teesside (MME/EGNV)
  - Wick (WIC/EGPC)
- Espagne
  - Alicante (ALC/LEAL)

## Flotte
La flotte d'Eastern Airways en 2025 est constituée de :
- ATR72-600,
- Embraer 170,
- Jetstream 41,
- Embraer 190.

## Galerie photographique

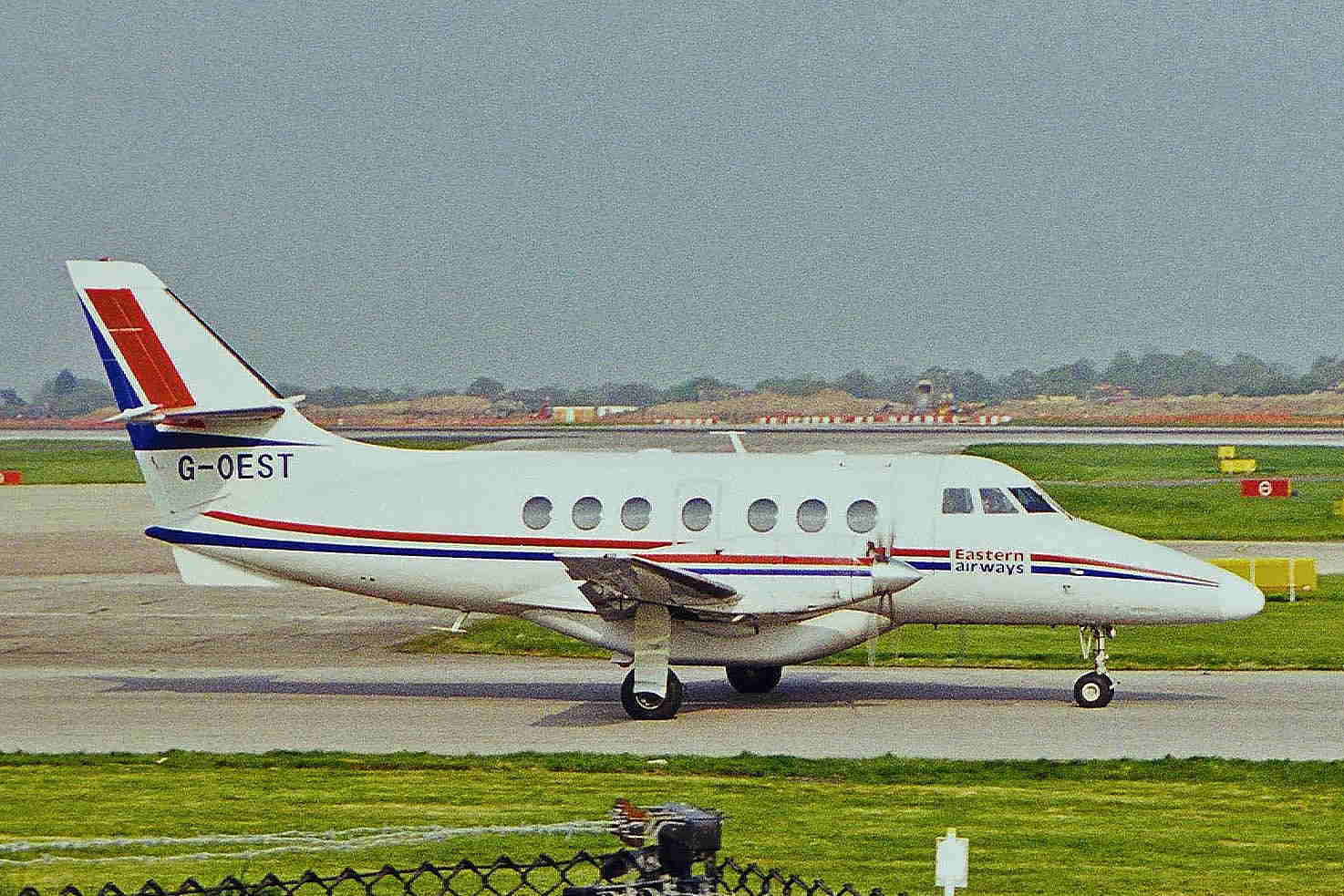
Jetstream 32 G-OEST en 2000
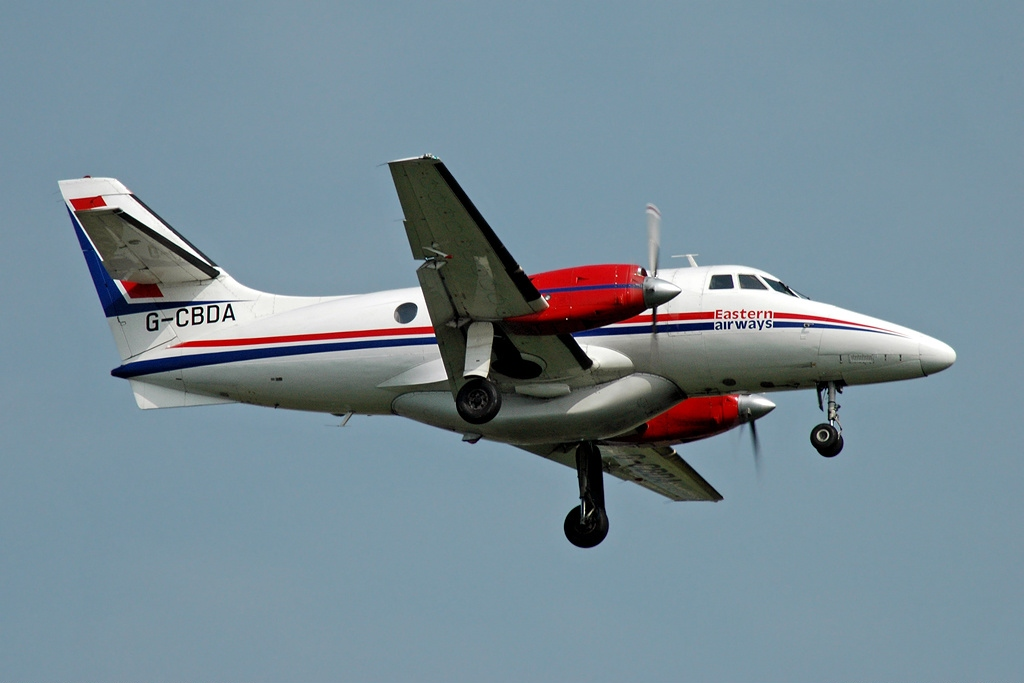
British Aerospace BAe-3202 Jetstream Super 31 	G-CBDA en 2005
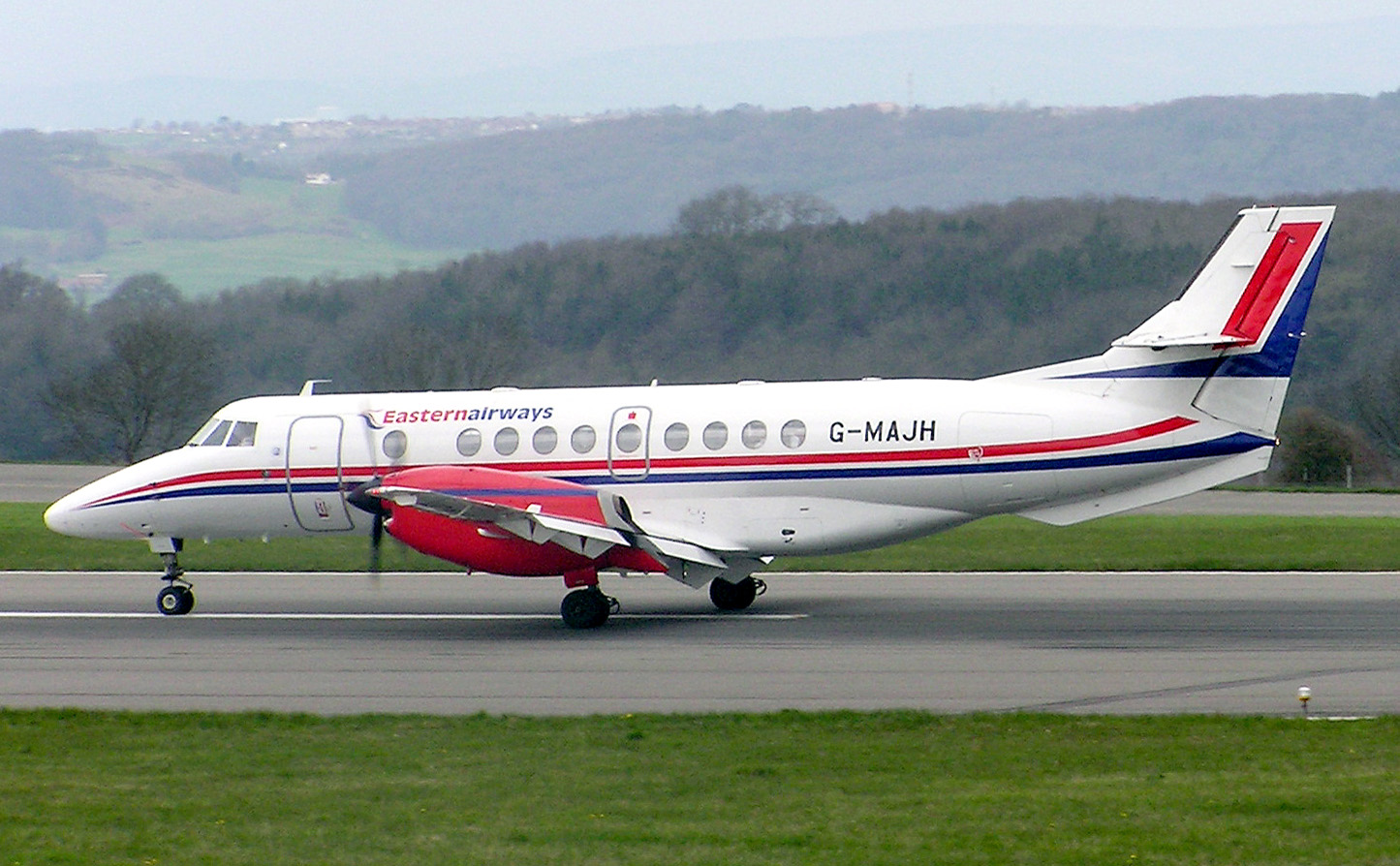
Jetstream 41 d'Eastern Airways sur la piste de Bristol
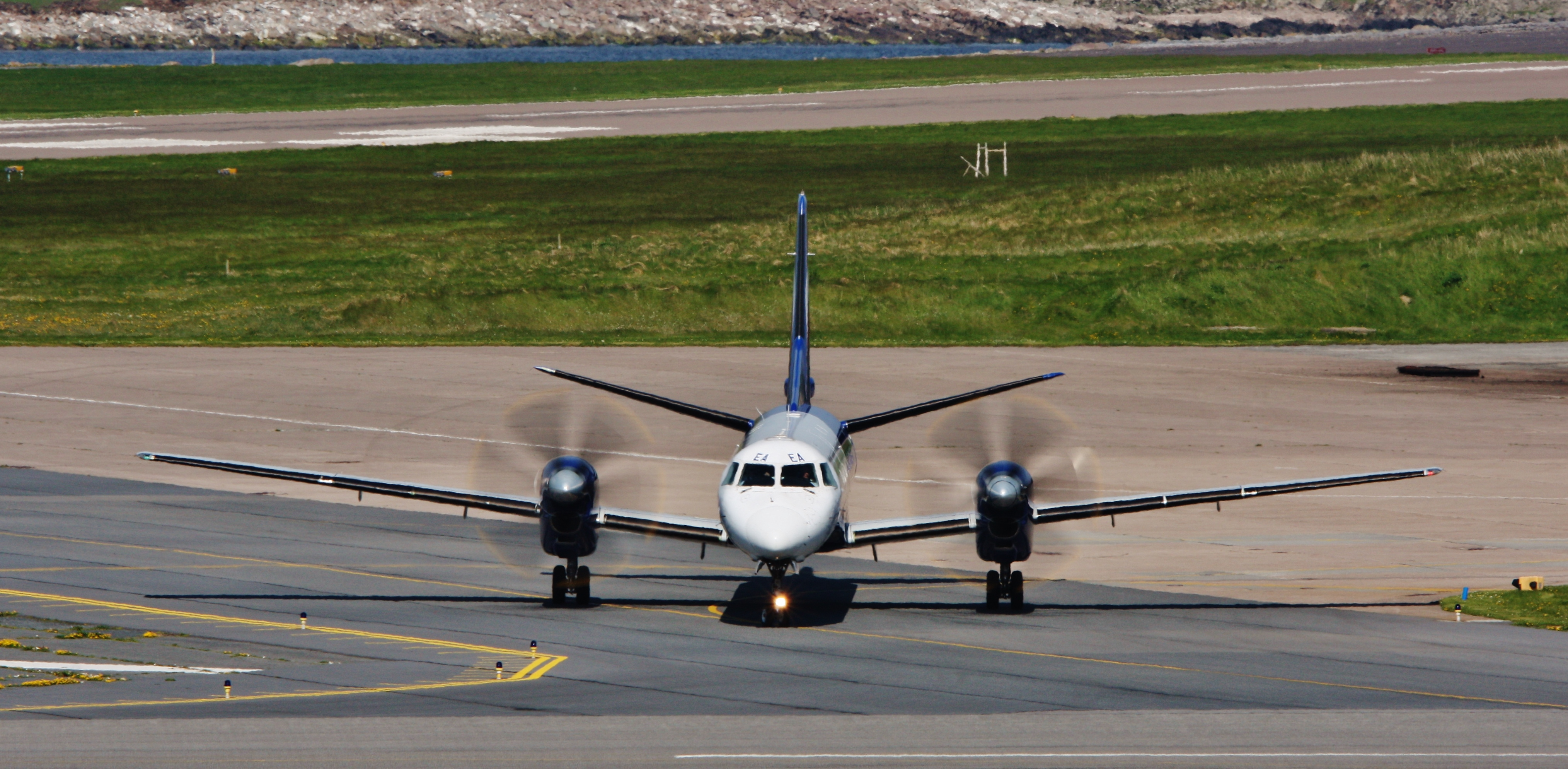
Saab 2000 G-CDEA en 2014
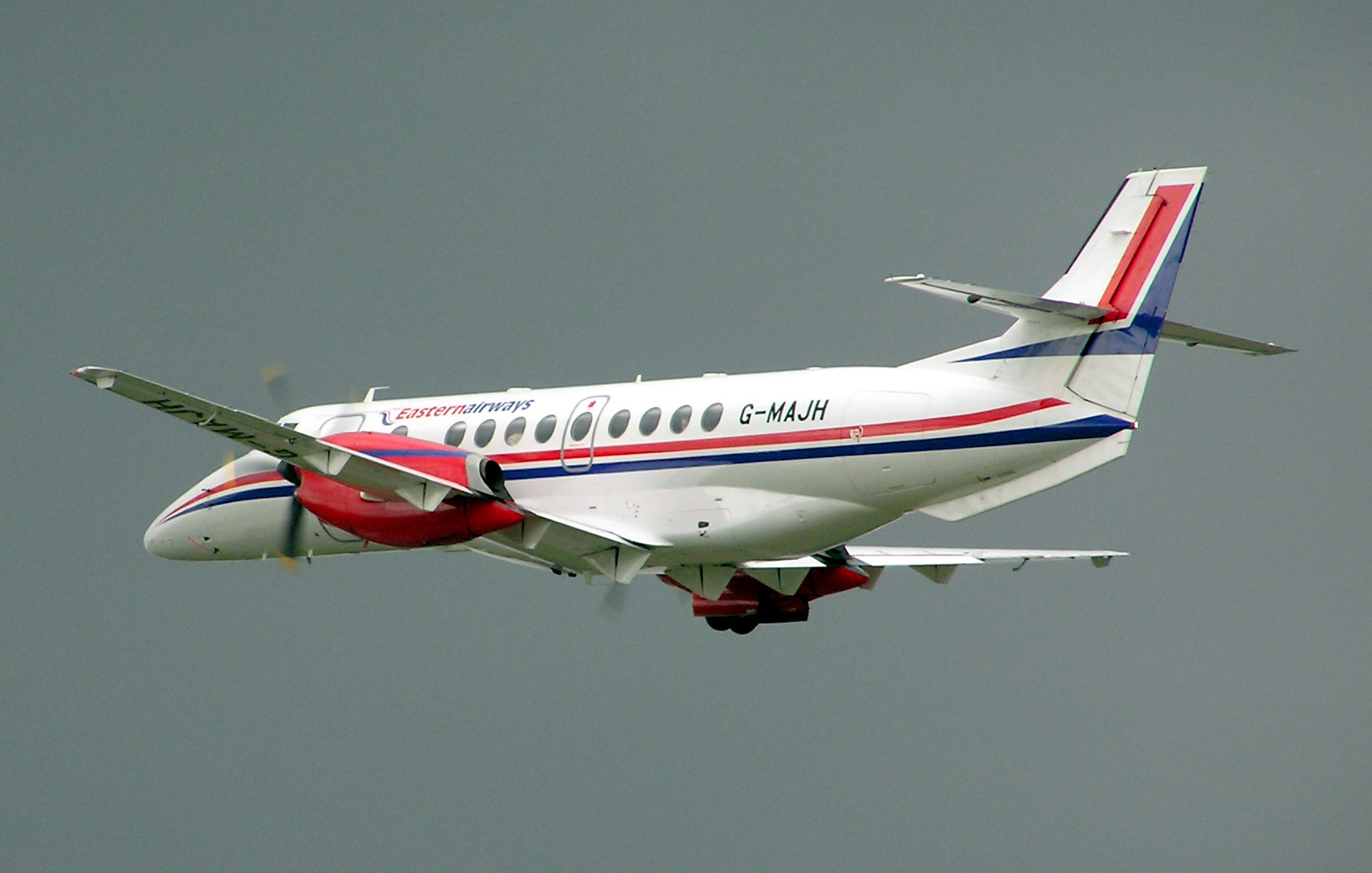
Jetstream 41 d'Eastern Airways décollant de l'aéroport de Bristol
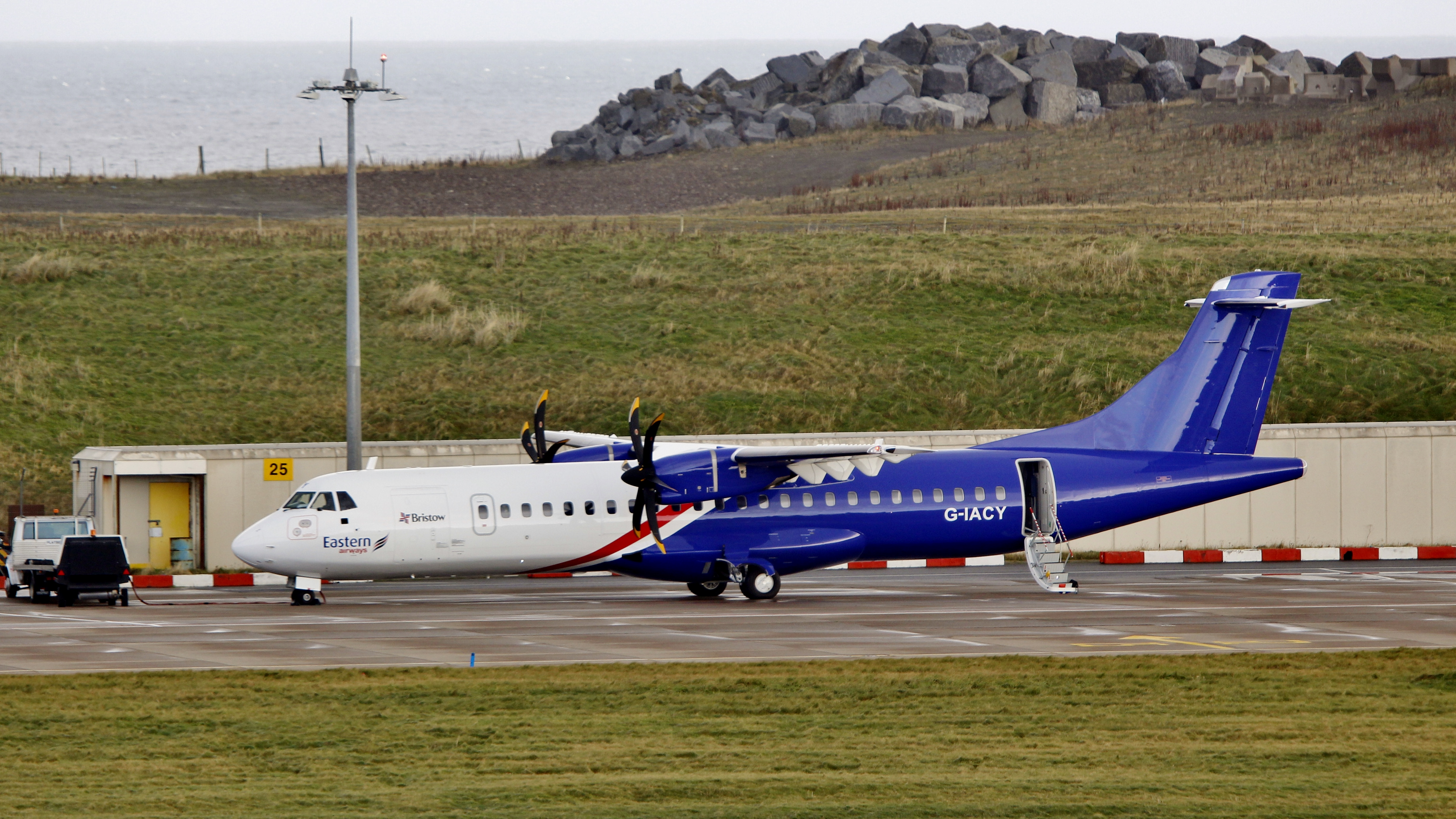
ATR72-600 d'Eastern Airways à Sumburgh en 2017
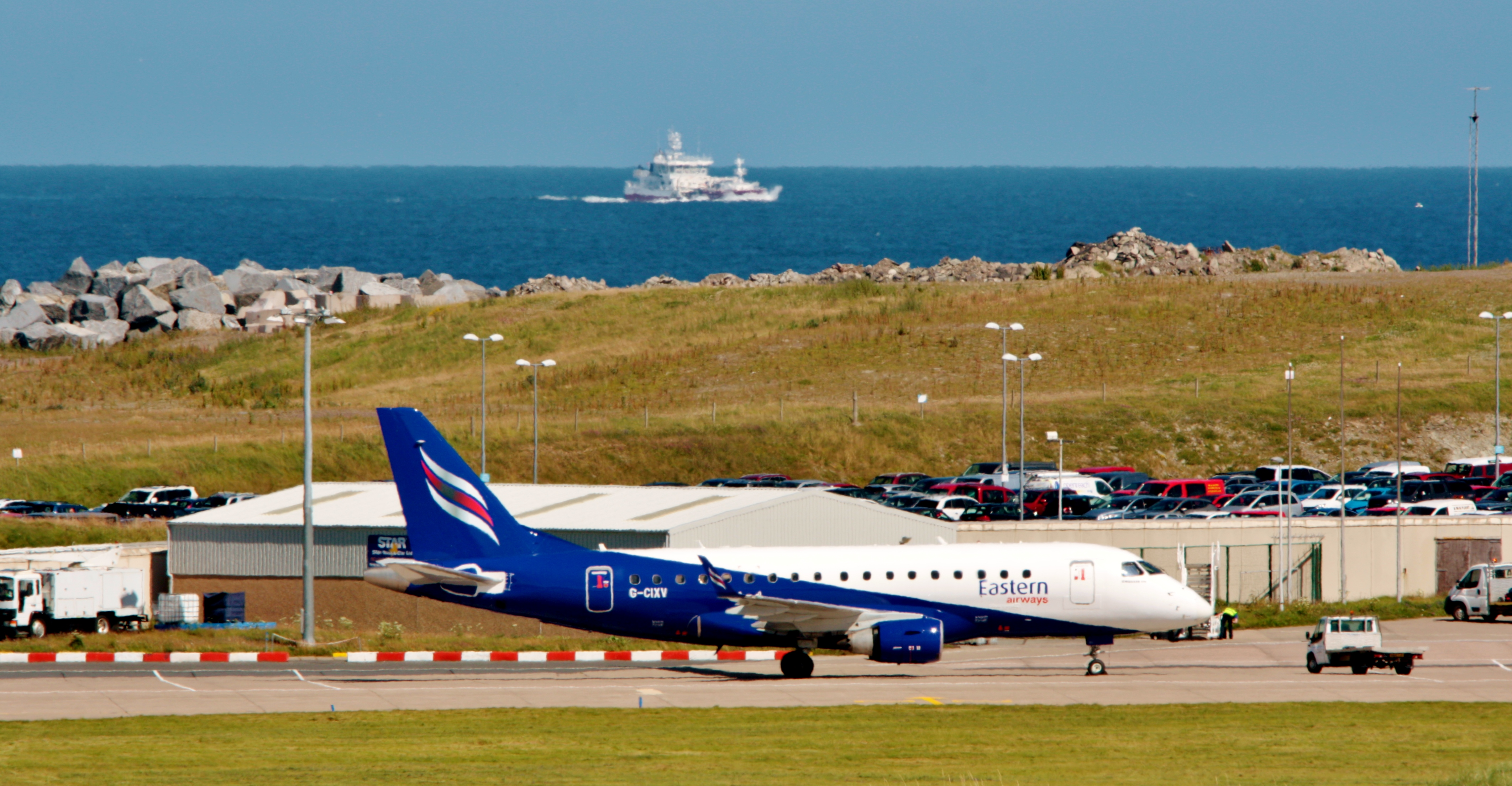
Embraer 170 d'Eastern Airways à Sumburgh en 2017
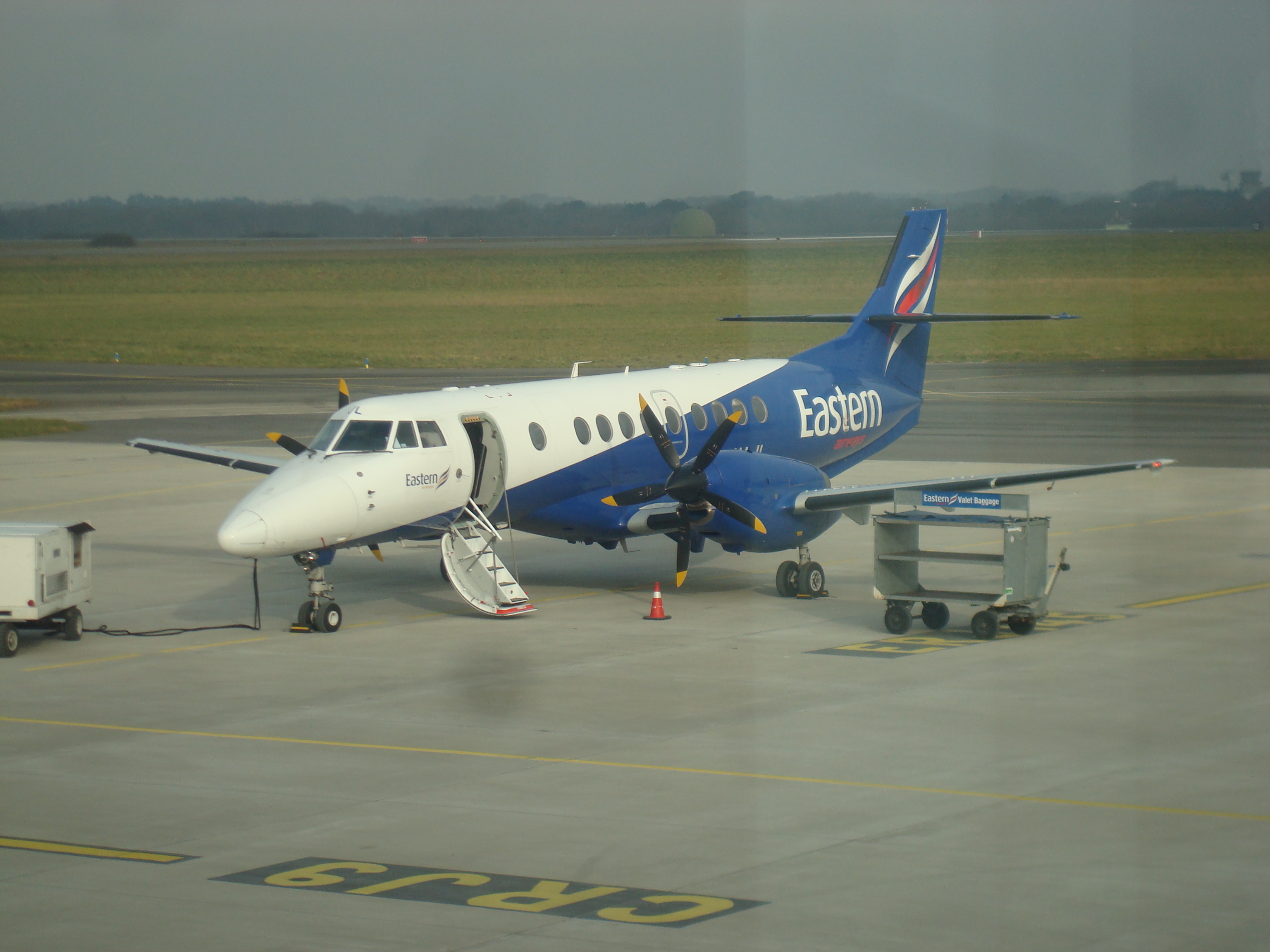
Jetstream 41 d'Eastern Airways sur le tarmac de l'aéroport de Lorient (Lorient-Lyon 2007)
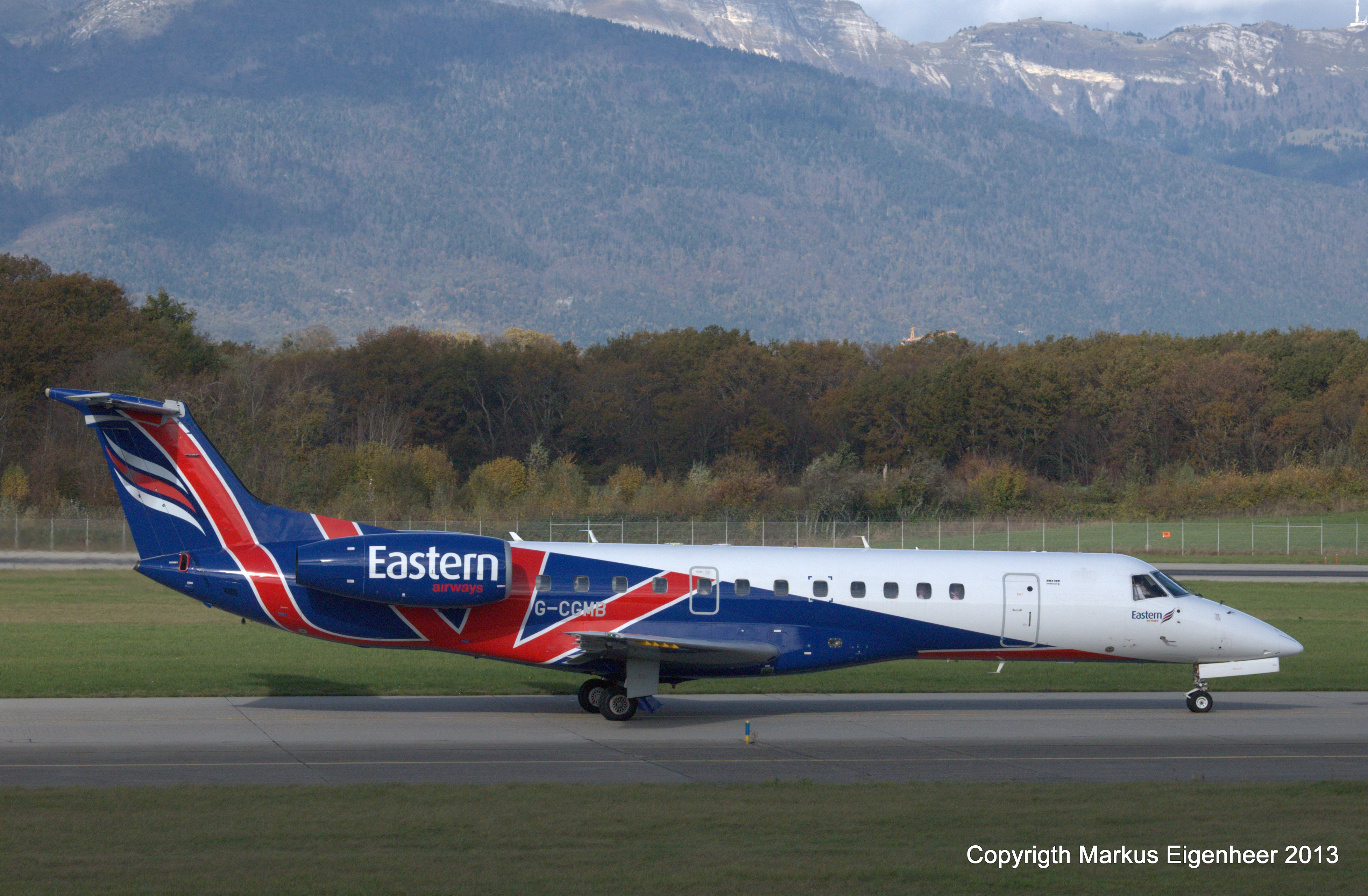
Embraer 135 d'Eastern Airways à Genève en 2013
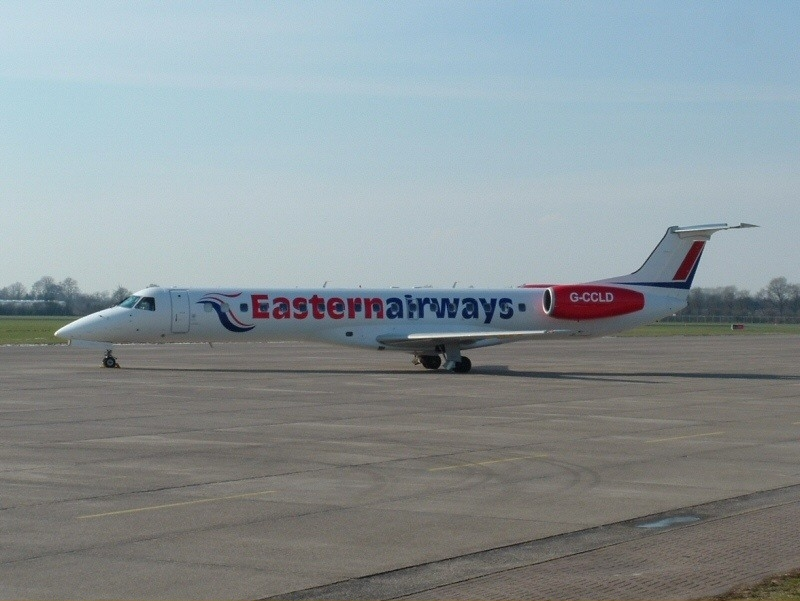
Embraer 145 d'Eastern Airways en 2004
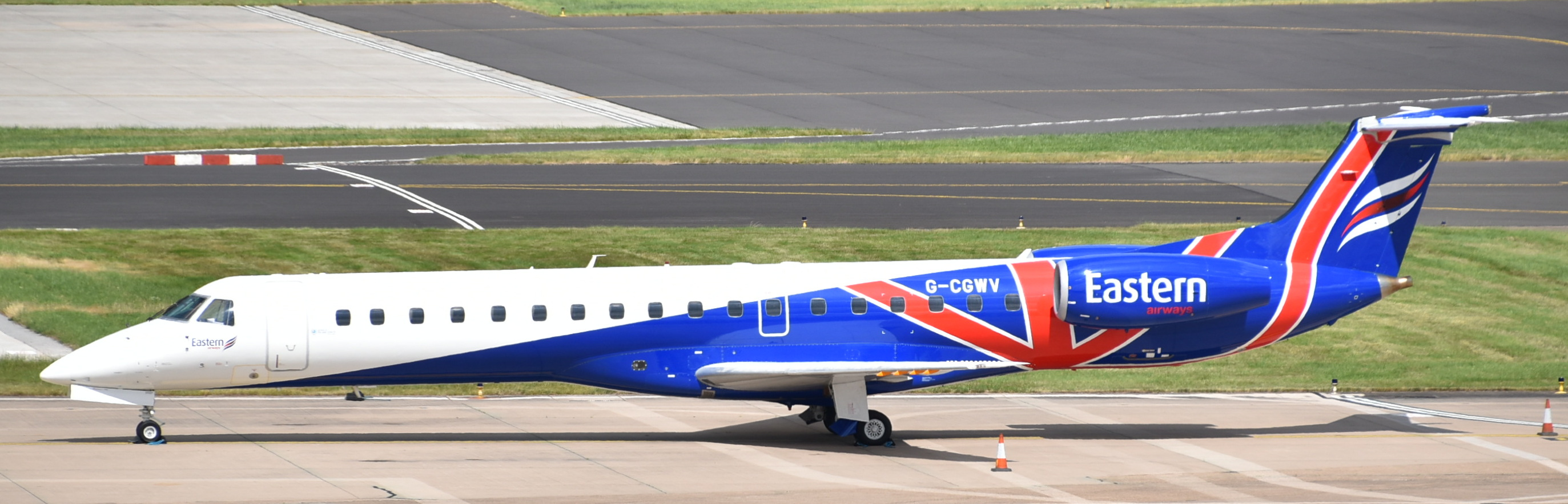
Embraer 145 d'Eastern Airways en 2016
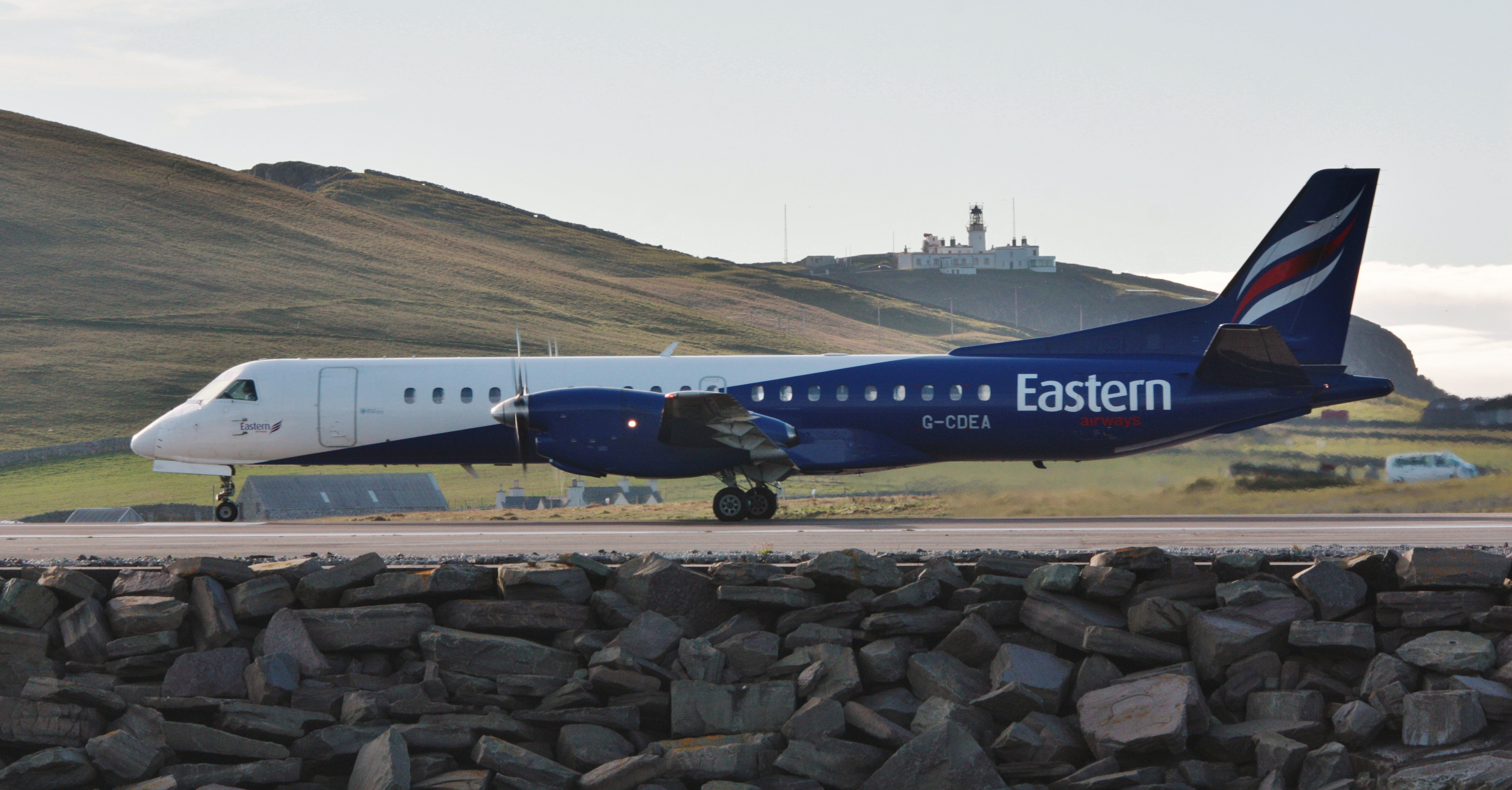
Saab 2000 d'Eastern Airways en 2015
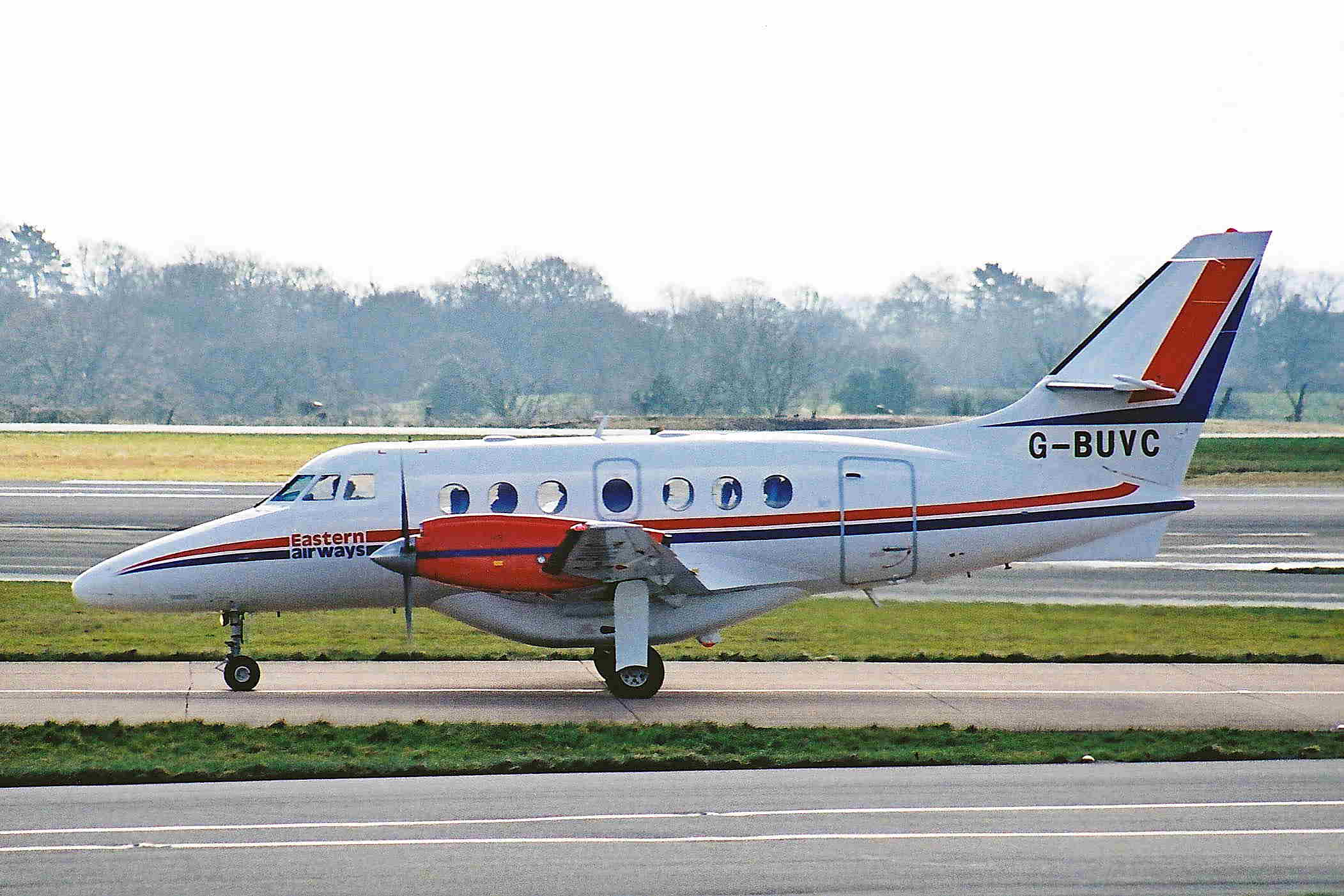
Ancien Jetstream 32 d'Eastern Airways en 2000
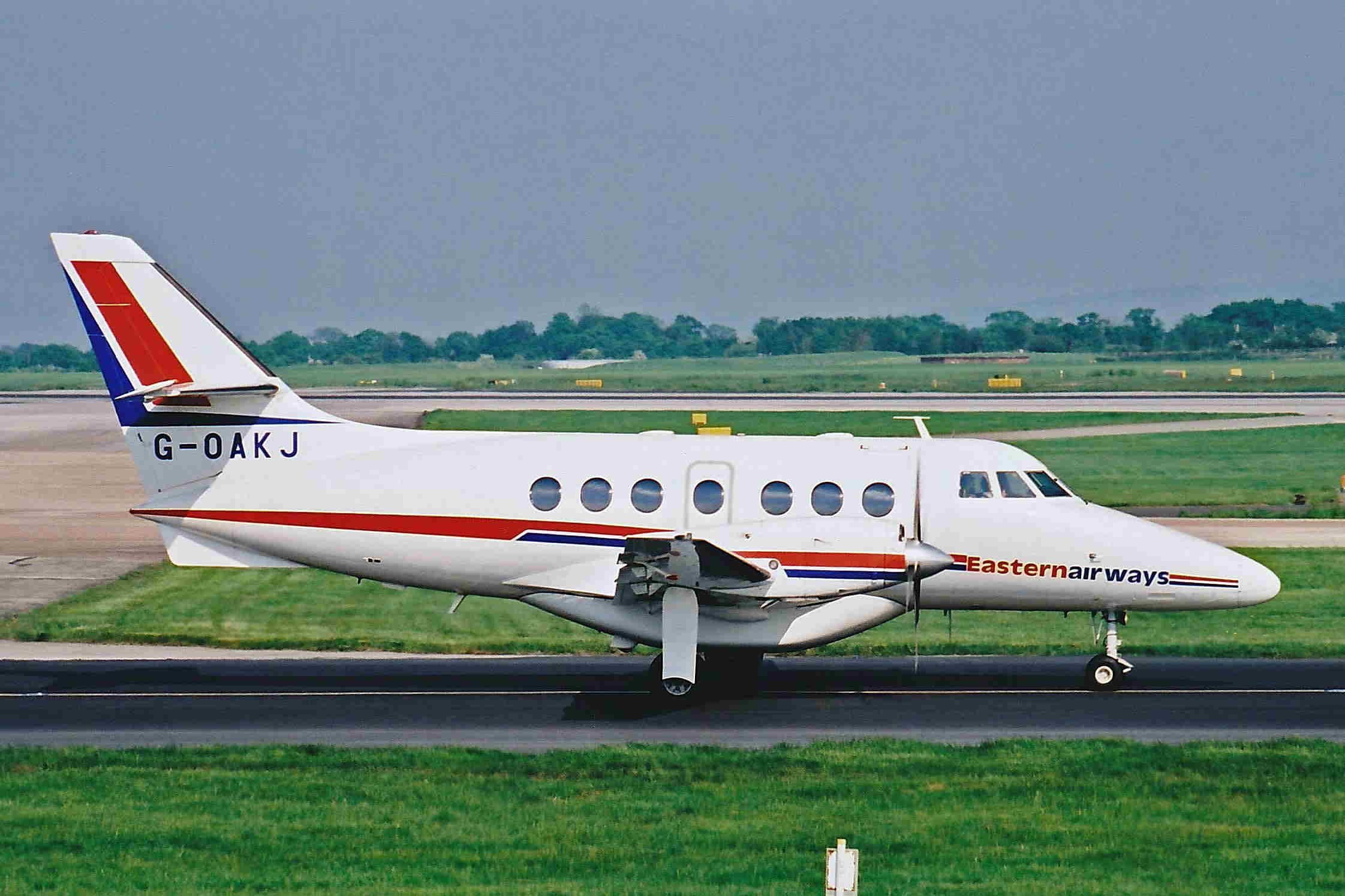
Ancien Jetstream 31 d'Eastern Airways en 2001
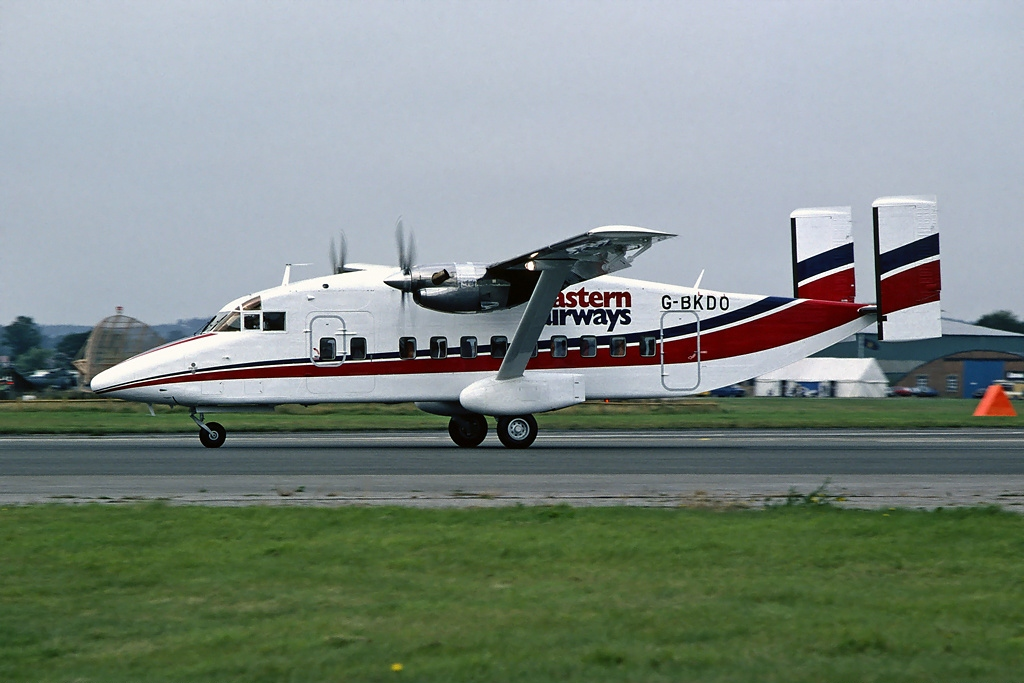
Ancien Short 330-200 d'Eastern Airways en 1982
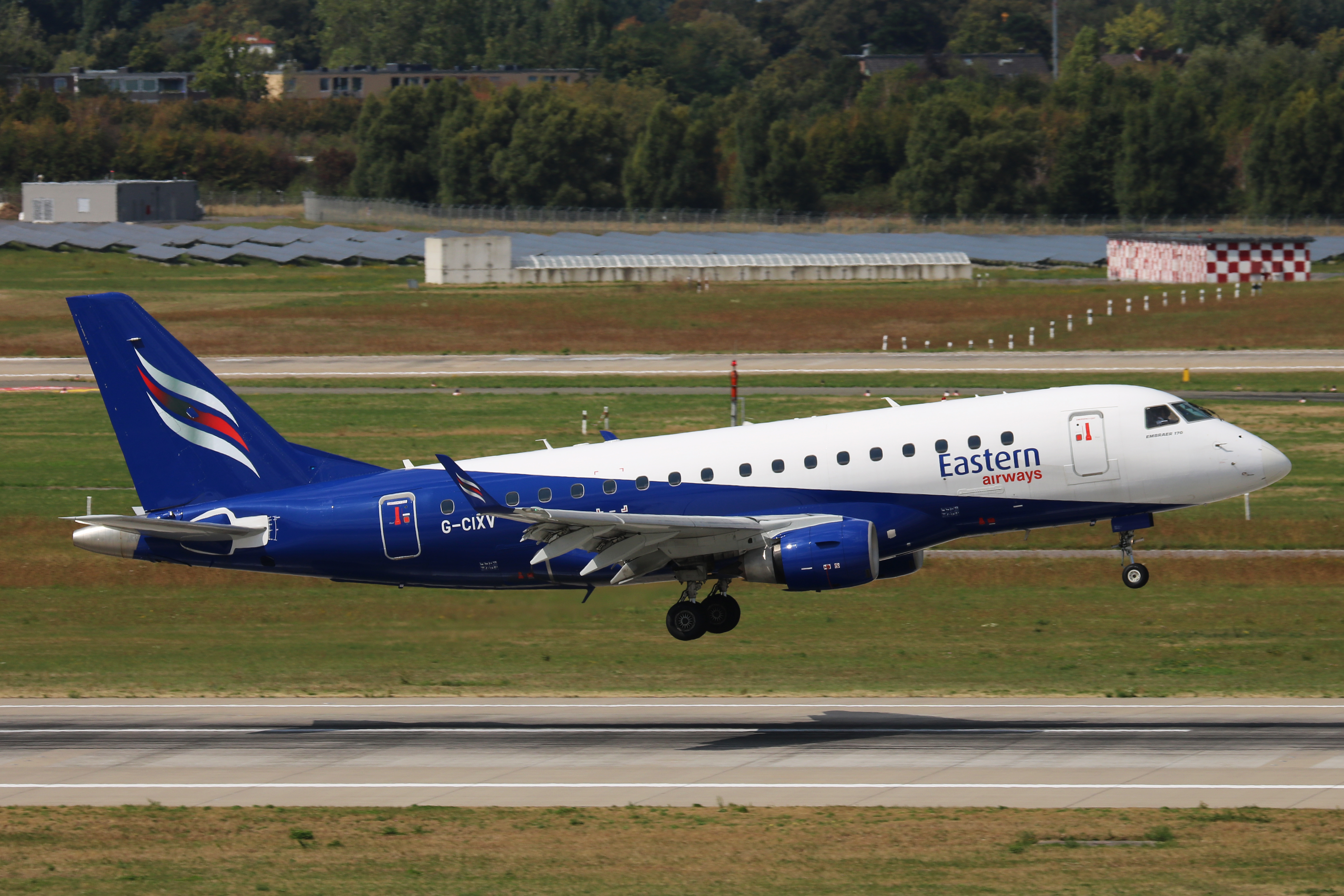
Embraer ERJ170LR G-CIXV en 2018
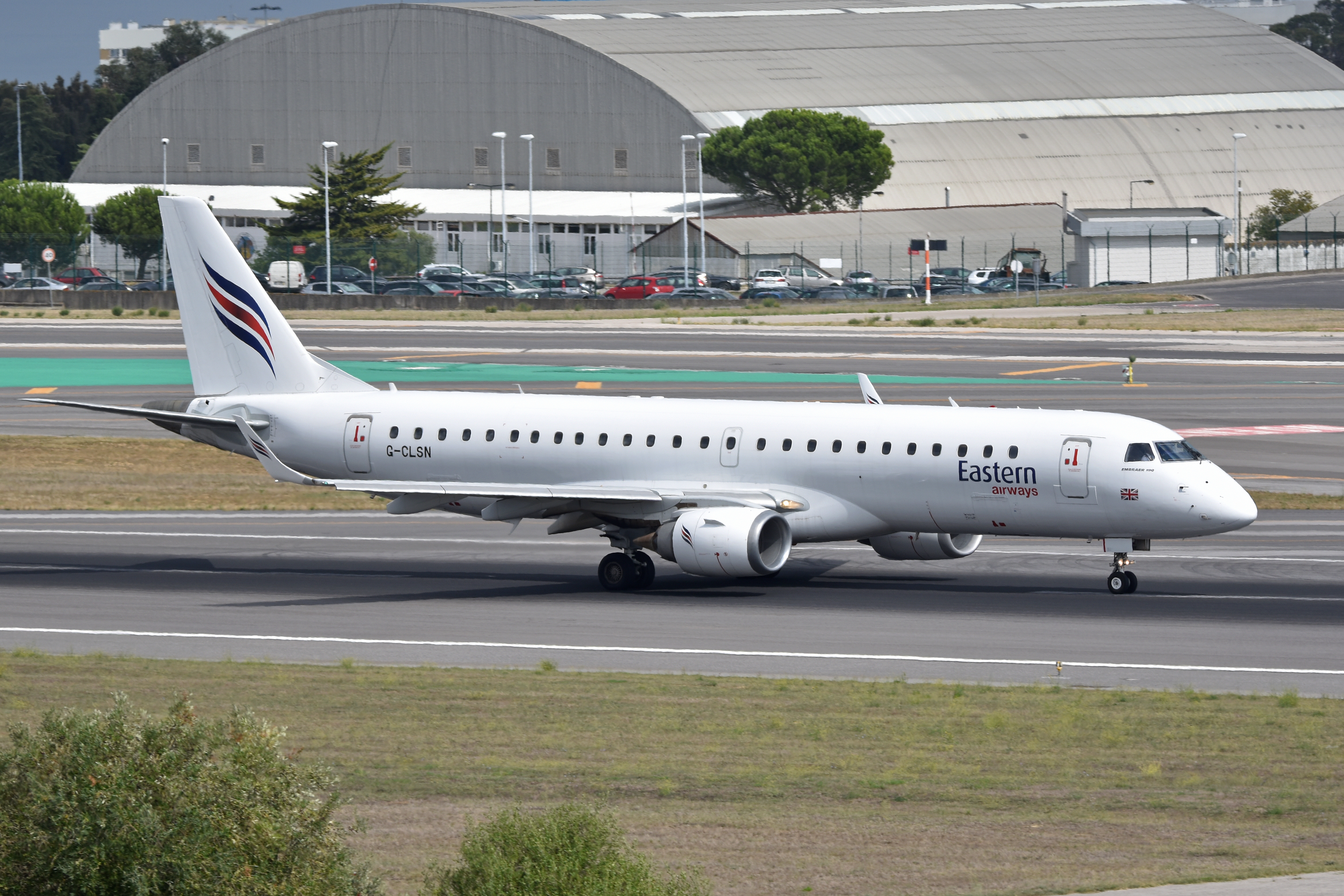
Embraer ERJ-190-100LR G-CLSN en 2022
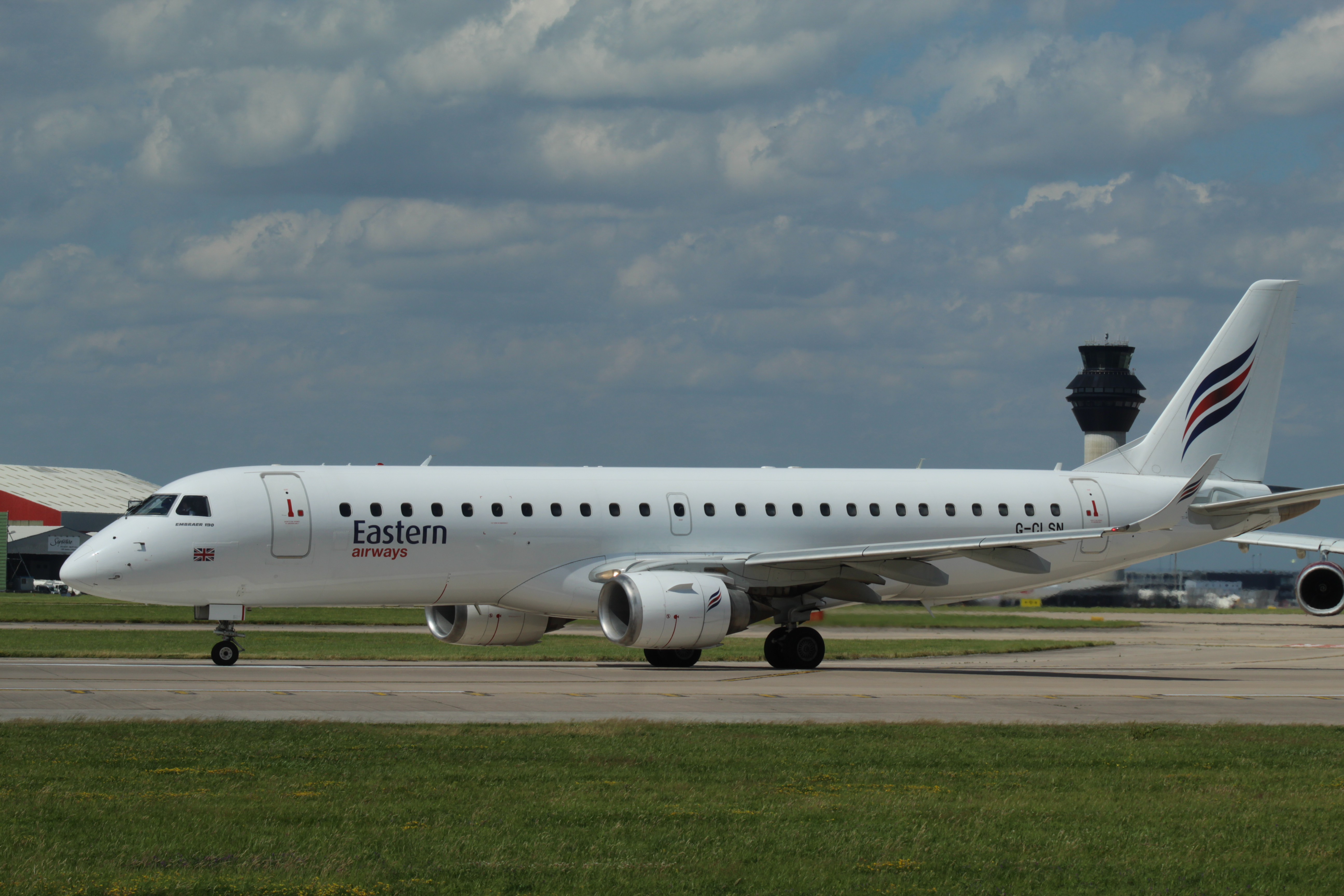
Embraer 190 G-CLSN en 2024
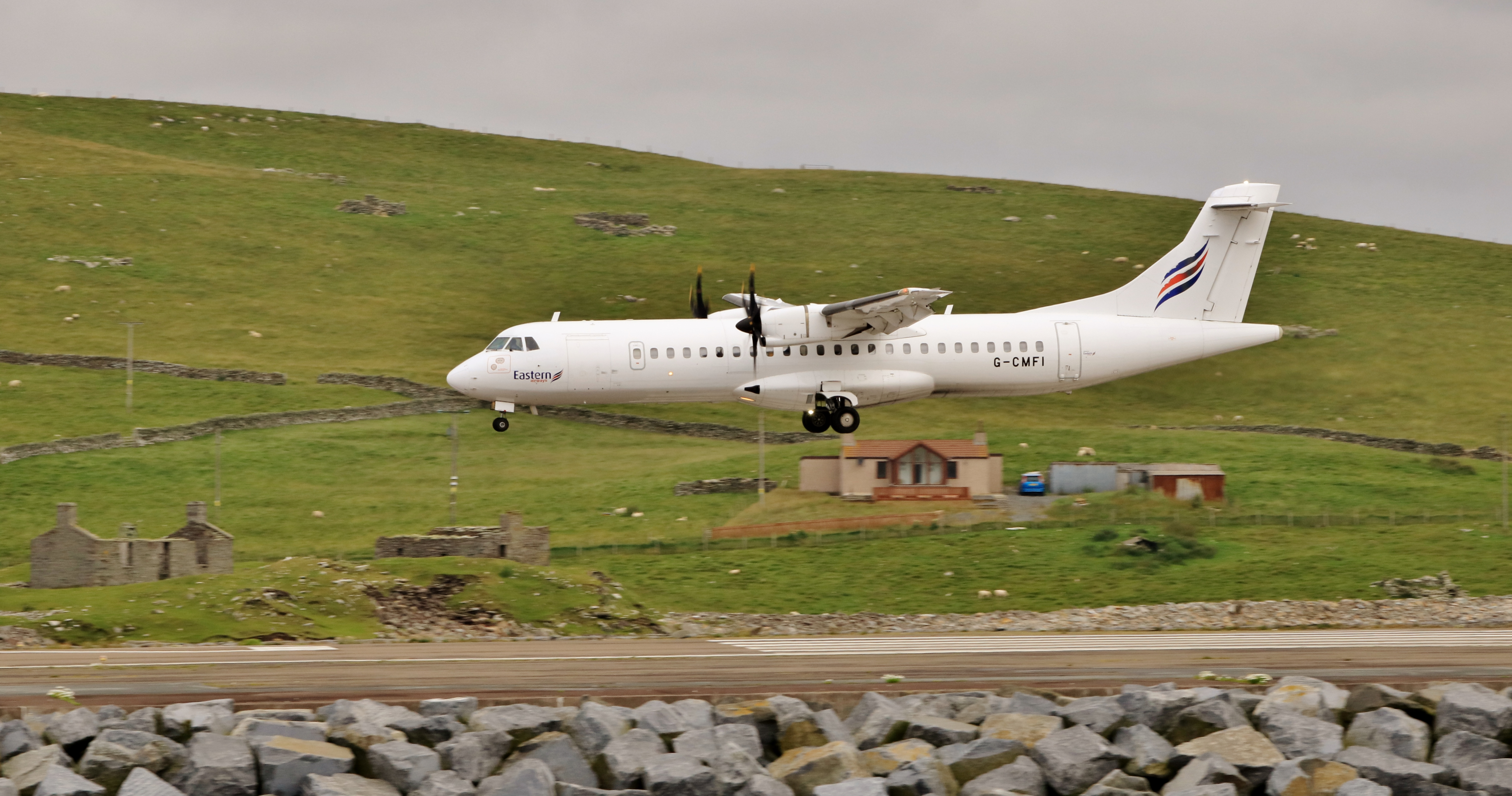
ATR-72 G-CMFI en 2024